# Kolonnekjøring

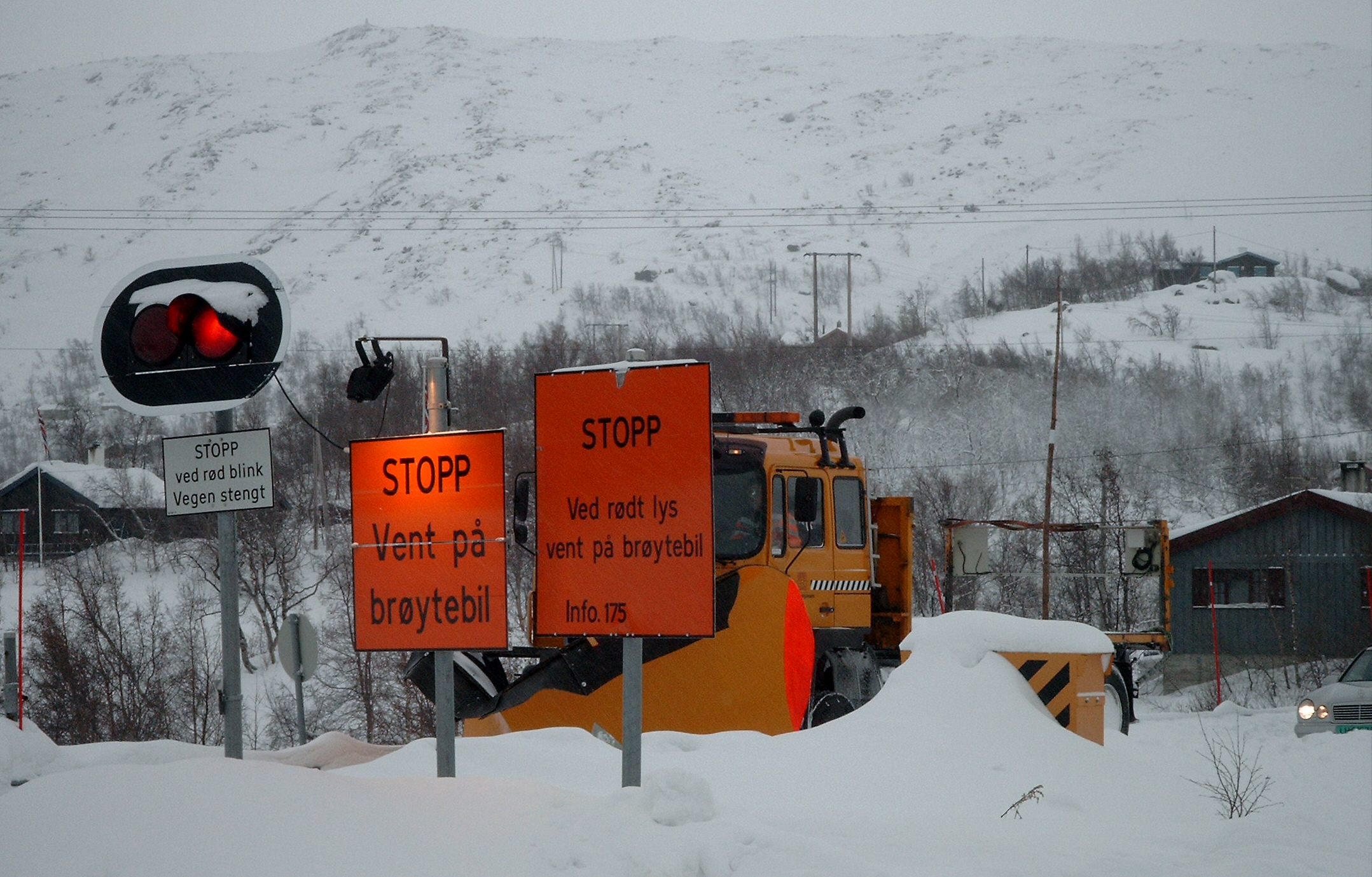
Kolonnekjøring auf der Hardangervidda, RV 7 in Haugastøl, Ankunft der Kolonne aus Richtung Westen (Eidfjord)

Kolonnekjøring (= Fahren in der Kolonne) wird auf hochgelegenen Bergübergängen in Norwegen und Schweden sowie im finnischen Teil von Lappland im Winter bei Schlechtwetter durchgeführt. Zahlreiche Gebirgsstrecken oder auch Hochebenen wie z. B. die Straße über die Hardangervidda werden dabei für den Verkehr gesperrt und nur kurzfristig für die Durchfahrt einer geführten Kolonne freigegeben. Die Ursache dafür ist häufig nicht der Schneefall, sondern der starke Wind. Dieser treibt lockeren Schnee auf die Fahrbahn und macht diese in Form von oft sehr hohen und langen Schneeverwehungen in kürzester Zeit unpassierbar. Der Einsatz eines Schneepfluges kann dabei nur kurzfristig Abhilfe schaffen.

## Durchführung

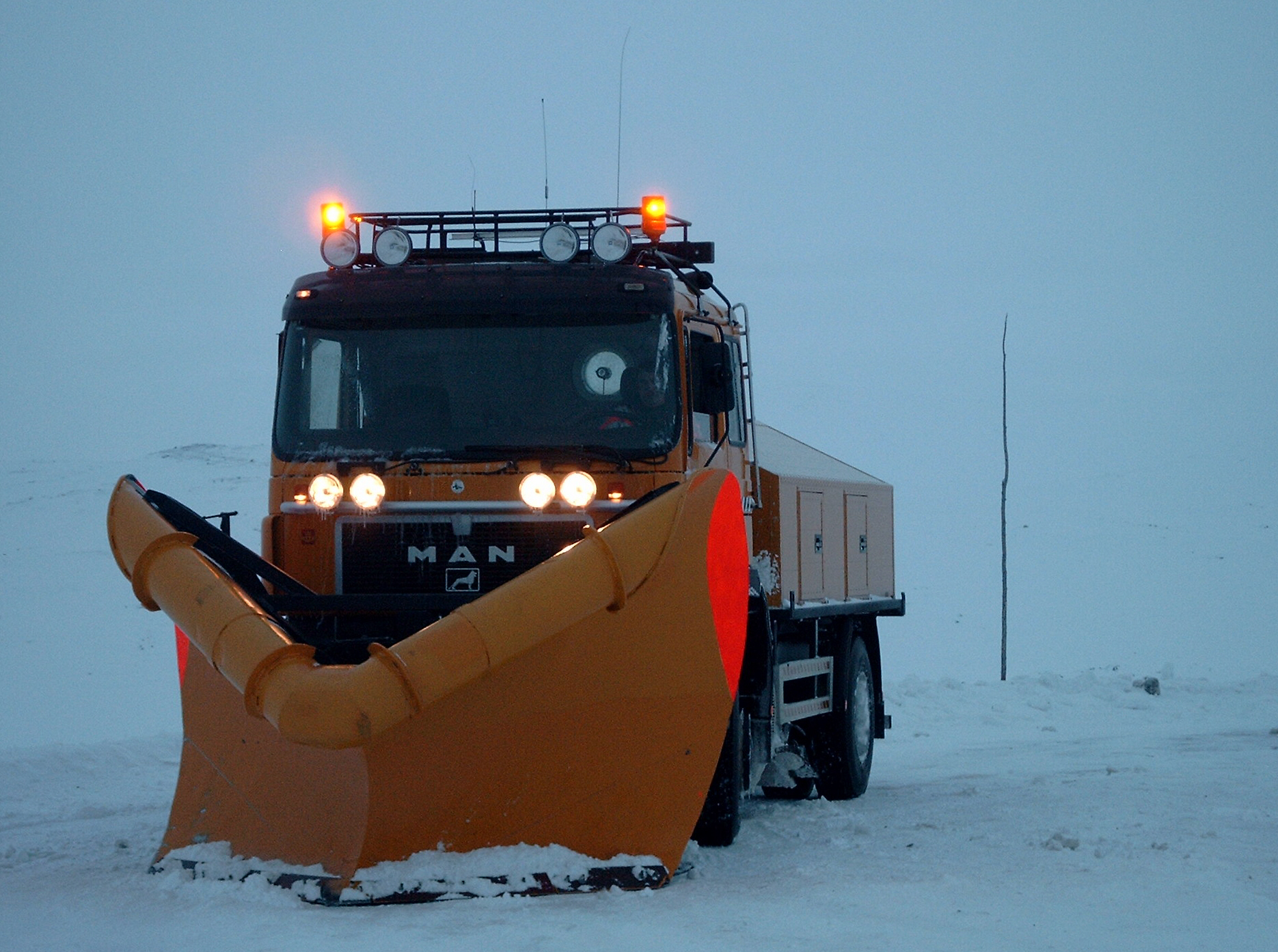
Anführendes Räumfahrzeug für Kolonnekjøring auf der Hardangervidda (RV 7) wartet in Haugastøl vor dem Schlagbaum auf Abschluss der Kolonnenbildung

Alle Fahrzeuge müssen im Tal vor einer Schrankenanlage und/oder Lichtzeichenanlage (rote Ampel) warten und sich zu einer Fahrzeugschlange aufreihen. Die Wartezeit kann mehrere Stunden betragen.
Entweder zu festgelegten Zeiten oder wenn genügend Fahrzeuge zusammengekommen sind, wird der Bergübergang für die Durchfahrt der Kolonne geöffnet. Falls festgelegte Durchfahrtszeiten gelten, sind diese an der Schranke angeschrieben oder von den Webseiten von Statens vegvesen abrufbar.
Als erstes Fahrzeug fährt ein Schneepflug bzw. eine Schneefräse, der den Schnee von der Fahrbahn befördert. Dicht dahinter folgen die Fahrzeuge in der Kolonne, wobei jedes Fahrzeug Licht und Warnblinker eingeschaltet haben muss und unter Einhaltung des notwendigen Sicherheitsabstandes am Vorderfahrzeug bleiben muss. Der Fahrer des vorausfahrenden Winterdienstfahrzeuges gibt dabei die Fahrgeschwindigkeit für die Kolonne vor. Als letztes Fahrzeug wird ein Fahrzeug der Straßenverwaltung eingesetzt, das darauf achtet, dass kein Fahrzeug zurückbleibt. Sollte es ein Problem geben, wird der Fahrer des Räumfahrzeuges informiert und die Kolonne bleibt stehen, bis das Problem gelöst ist. Auf der anderen Seite des Bergübergangs angekommen, löst sich die Kolonne auf und das Räumfahrzeug fährt mit einer neuen Kolonne zurück.
Im Regelfall gibt es daher beim Kolonnekjøring keinen Gegenverkehr, so dass die gesamte Fahrbahnbreite in einer Richtung genutzt werden kann.
Meistens ist die Sicht zum vorausfahrenden nächsten Fahrzeug aufgrund des vom Räumfahrzeug, vom Wind und von den übrigen vorausfahrenden Fahrzeugen aufgewirbelten Schnees sehr schlecht, selbst die Rücklichter des vor einem fahrenden Fahrzeuges sind oft auch bei Tag schwer zu erkennen – daher ist erhöhte Aufmerksamkeit notwendig.
Die Bedienung der Signalanlagen und das Öffnen/Schließen der Schlagbäume bzw. der drehbaren Abschrankungen erfolgt im Regelfall durch die Fahrer der Räumfahrzeuge. Den Anweisungen des Winterdienstes ist Folge zu leisten.

## Ausrüstung

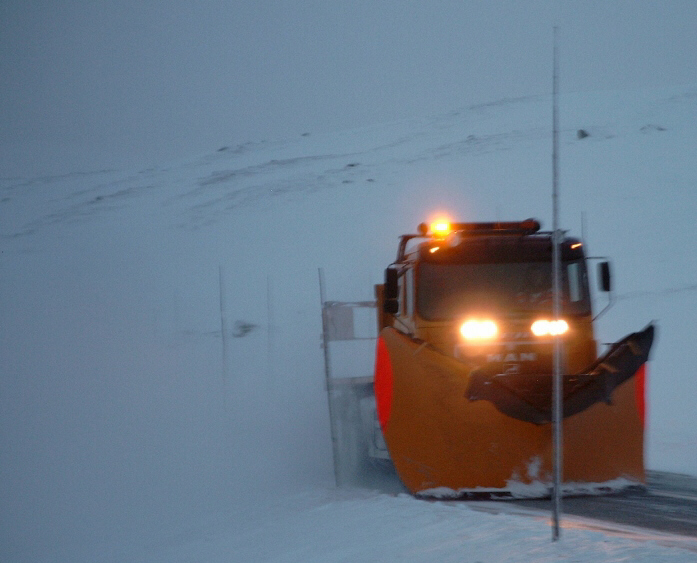
Anführendes Räumfahrzeug beim Kolonnekjøring auf der Hardangervidda (RV 7), durch den aufgewirbelten Schnee sind die nachfolgenden Fahrzeuge nicht richtig zu sehen

Die Fahrer der Räumfahrzeuge können Fahrzeuge, die nicht ausreichend ausgerüstet sind, von der Fahrt in der Kolonne ausschließen, zum Beispiel, wenn die Insassen nicht ausreichend gut mit warmer Bekleidung ausgerüstet sind, nicht genug Treibstoff oder Batterieladung vorhanden ist oder die Reifen als nicht tauglich erscheinen.
Winterreifen mit mindestens 5 mm Profiltiefe auf allen Achsen einschließlich Anhängern sind für Fahrzeuge und Anhänger ab 3,5 Tonnen zulässigem Gesamtgewicht in Norwegen im Winterhalbjahr obligatorisch, ebenso in Schweden; auch sind Schneeketten oft erforderlich und diese müssen im Winterhalbjahr in Norwegen mitgeführt werden (Fahrzeuge über 3,5 Tonnen). Da LKW Schneeketten oft auch für mehr als eine Achse benötigen müssen LKW in Norwegen mindestens sieben Schneeketten mitführen im Winterhalbjahr. PKW und andere Fahrzeuge bis 3,5 Tonnen zulässigem Gesamtgewicht müssen in Schweden bei winterlichen Fahrbahnverhältnissen Winterreifen montiert haben (Mindestprofiltiefe 3 mm), gleiches gilt im finnischen Teil von Lappland. In Norwegen gilt dasselbe, alternativ sind dort Sommerreifen mit montierten Schneeketten erlaubt.
Mangelnde Winterausrüstung (z. B. Fahren mit Sommerreifen, Fahren mit abgefahrenen Winterreifen unter 3 mm Profilstärke (Fahrzeuge ab 3,5 Tonnen 5 mm Profilstärke) oder Fahren ohne Schneeketten, obwohl die Fahrbahnverältnisse dies erfordern etc.) wird im Regelfall geahndet; die norwegische Polizei verhängt meist erhebliche Geldstrafen und legt die Fahrzeuge still, bis sie die notwendige Winterausrüstung aufweisen. Dies gilt vor allem auch für LKW, weil mangelnde Winterausrüstung bei solchen Fahrzeugen zu einer erheblichen Verkehrsgefährdung auch für andere Verkehrsteilnehmer führt. Zur Verbesserung der Traktion und der Fahrstabilität bei winterlichen Fahrbahnverhältnissen sind Sattelzugmaschinen in Norwegen und Schweden in der Regel dreiachsig ausgeführt; bei den meist zweiachsigen Sattelzugmaschinen aus anderen europäischen Ländern wird in Norwegen und Schweden die Einhaltung der Vorschriften zur Winterausrüstung daher sehr genau genommen.
Dass so strenge Vorgaben berechtigt sind, zeigt ein Vorfall im Osterreiseverkehr 2007. Bei der Fahrt über die Hardangervidda war aufgrund des schlechten Wetters während der Kolonnenfahrt kein Weiterkommen mehr möglich. Es befanden sich 180 Menschen in den Fahrzeugen der Kolonne. Die Menschen mussten in der direkt neben der Straße befindlichen Hütte Halne Fjellstova zwei Nächte ausharren, bevor die Kolonne weitergeführt werden konnte.